# Joachim Matz
Joachim Matz (* 7. März 1948 in Bützow) ist ein deutscher Metallkünstler, der für den von ihm entwickelten „Metallurgischen Pointillismus“ bekannt ist. Er selbst bezeichnet sich als „Der mit dem Stahl malt“.

## Leben und Werk
Joachim Matz wuchs in der DDR auf, wo er zunächst den Beruf des Maschinenbauers und Werkzeugmachers erlernte. Hierbei entwickelte er ein sehr großes Interesse an der Metallurgie. Er nahm erfolgreich an Volkskunstwettbewerben teil und gewann 1967 einen Studienplatz an der Bezirkskulturakademie in Schwerin. Dort belegte er die Fächer Malerei und Grafik. Seine Lehrer waren unter anderem Karlheinz Effenberger und Horst Holinski.
Nach Abschluss seines Studiums wurde es ihm wegen seiner systemkritischen Einstellung verwehrt, weiter als Künstler tätig zu sein. Er erhielt Berufsverbot und wurde deshalb nicht in den Verband Bildender Künstler der DDR aufgenommen, was Voraussetzung für einen künstlerischen Werdegang in der DDR war. Für insgesamt siebeneinhalb Jahre saß Matz als politischer Gefangener in verschiedenen Strafvollzugsanstalten ein, unter anderem in Bützow-Dreibergen und im Schweriner Stasi-Gefängnis Demmlerplatz. Verurteilt wurde Matz unter anderem wegen „versuchten gewaltsamen Grenzdurchbruchs“ (Republikflucht) und „öffentlicher Herabwürdigung der staatlichen Ordnung“. Letztendlich gelang ihm im Jahr 1985 mit einem Ultraleichtflugzeug die Flucht aus der DDR, wobei er über der damaligen Tschechoslowakei abstürzte und schwerst verletzt wurde, einige Monate später aber mit Hilfe von Mitgliedern der Charta 77, versteckt in einem LKW, über Griechenland in die Freiheit gelangte.
In der Bundesrepublik Deutschland gründete Matz ein Transportunternehmen, um damit seinen Lebensunterhalt zu finanzieren. Gleichzeitig betätigte er sich künstlerisch. Sein damaliges Werk ist gekennzeichnet durch eine große Bandbreite von Skulpturen und funktionaler Kunst, wie etwa unikatären Leuchtsäulen, Tischen und Stühlen. Mit der Zeit entwickelte er eine Technik, die es ihm erlaubt, mit Metall auf Metall zu malen. Er ist weltweit der einzige Künstler, der diese beherrscht.
Matz lebte auch eine Zeit lang in den USA.

## Einzelausstellungen (Auswahl)
- Grundy Art Gallery, Blackpool (Großbritannien)
- Preston Town Hall (Großbritannien)
- Public Art Gallery, Melbourne (Australien)
- Akiba Gallery, Miami (USA)
- Leibniz-Kolonnaden, Berlin
- Galerie Bremer, Berlin

## Arbeiten im öffentlichen Raum (Auswahl)

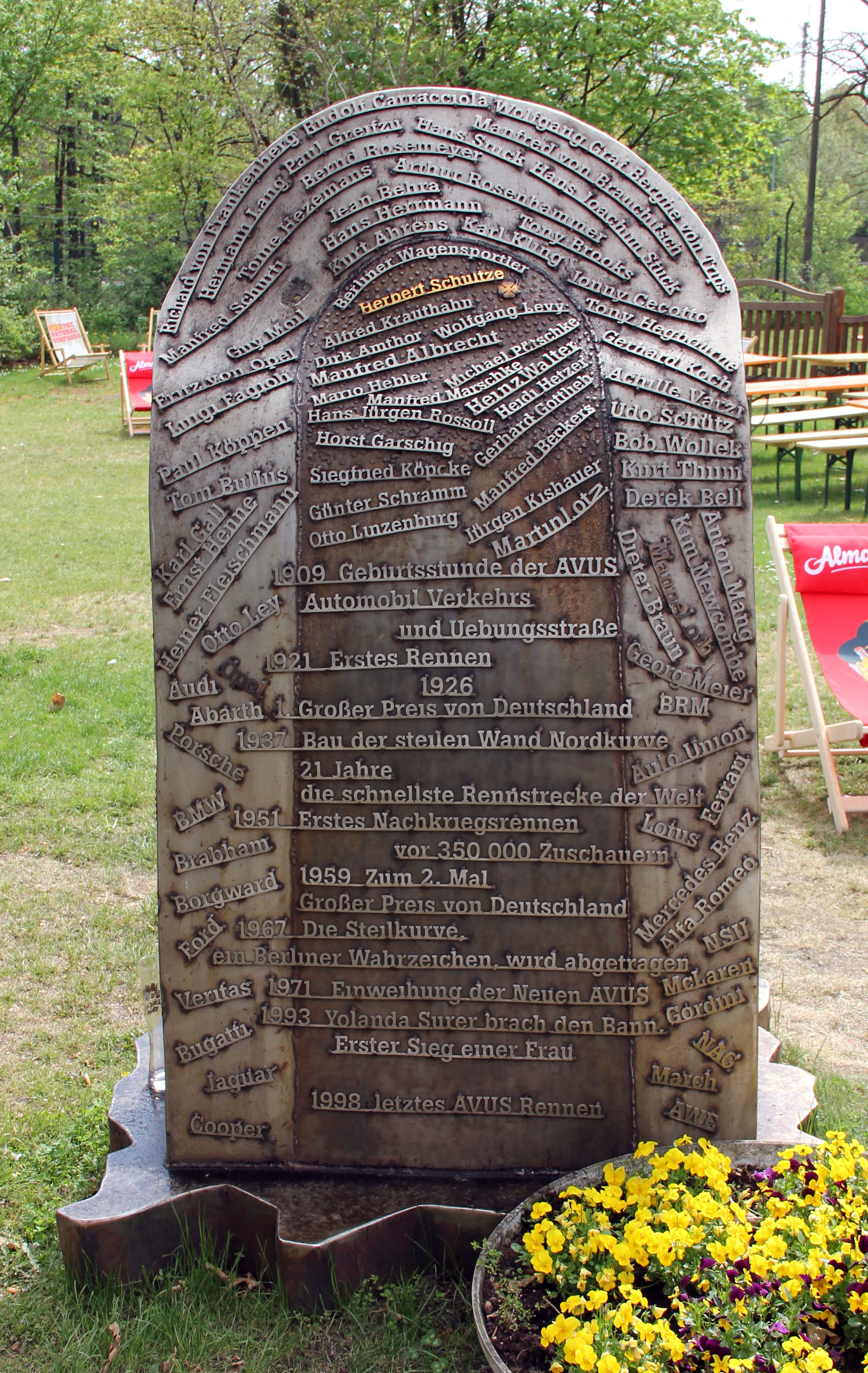
AVUS-Denkmal an der Berliner Spinnerbrücke
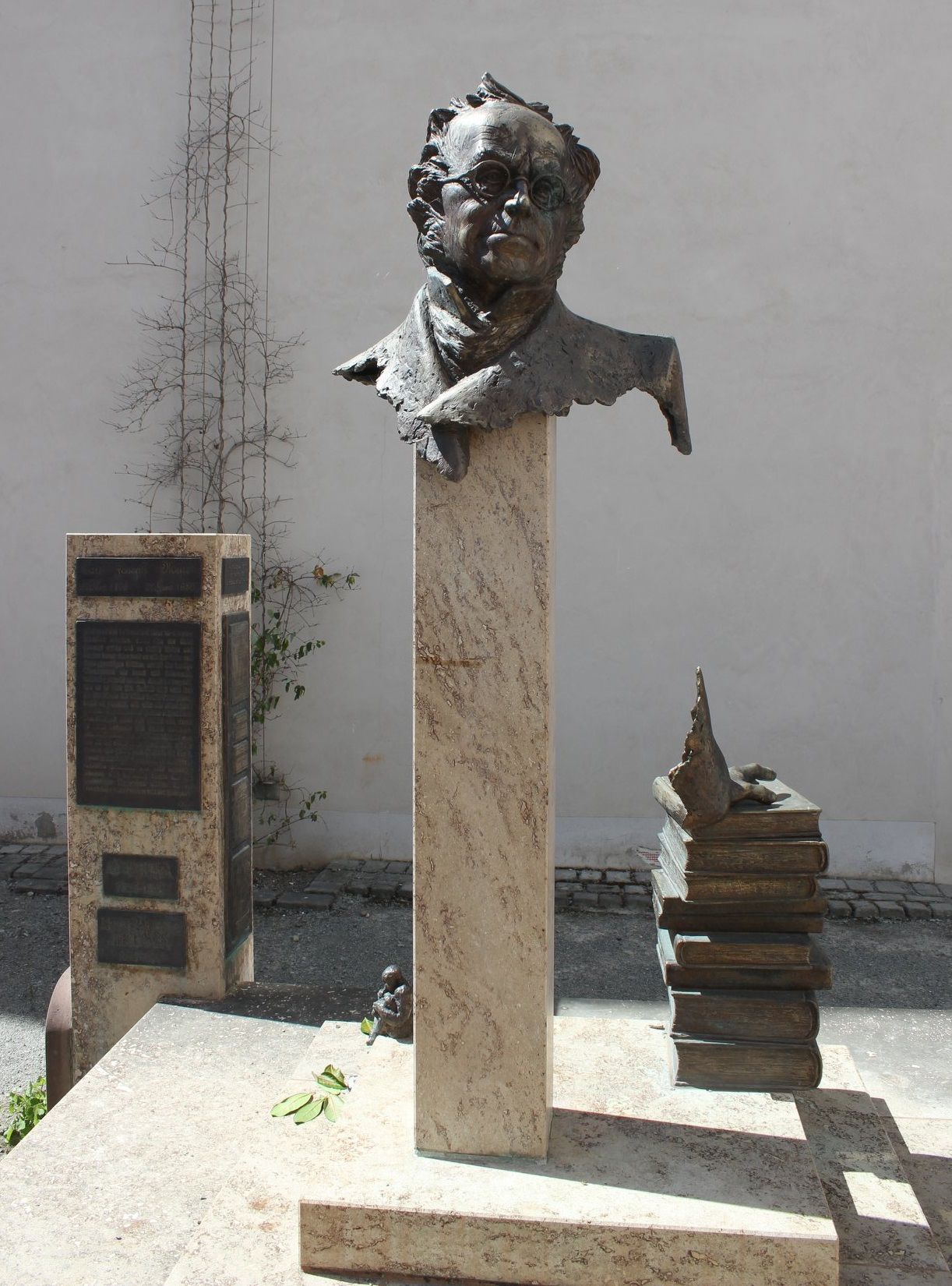
Joseph-Meyer-Denkmal in Hildburghausen (nach einem Entwurf von Joachim Matz)